# Gryonoides garciai
Gryonoides garciai (лат.) — вид наездников-сцелионид рода Gryonoides из подсемейства Teleasinae. Южная Америка.

## Распространение
Неотропика: Венесуэла (Южная Америка).

## Описание
Мелкие перепончатокрылые насекомые: длина тела 2—3 мм. Gryonoides garciai - это единственный вид Gryonoides с медиально щетинковидной латеральной проподеальной областью. Окраска усиков этого вида также уникальна: дистальные 5 члеников булавы (клавомеров) имеют цвет от темно-коричневого до чёрного, в отличие от жёлтых, более проксимальных областей усиков. Имеют два мезоскутеллярных шипика, удлиненный наличник. Предположительно, как и близкие группы, паразитоиды яиц жужелиц. Вид был впервые описан в 2021 году канадским гименоптерологом Любомиром Маснером и американским энтомологом István Mikó.